# Victor-Scipion-Charles-Auguste de La Garde de Chambonas
Victor-Scipion-Charles-Auguste de La Garde de Chambonas, né le 15 mai 1750 à Chambonas et mort le 19 janvier 1830 à Paris, est un général de brigade et homme politique français, ministre des Affaires étrangères au début de la Révolution française.

## Biographie
Fils de Scipion Louis Joseph de La Garde, marquis de Chambonas (+1765) et de Louise Victoire Grimoard de Beauvoir du Roure, c'est un militaire de carrière, libre-penseur et franc-maçon. Il épouse le 4 mai 1774, à Paris, Aglaé Louise Joséphine Aurélie Aimée de Lespinasse (1756-1788), une fille naturelle de Louis Phélypeaux de Saint-Florentin, dont il se sépare en 1776 avec scandale pour divergences d'opinions politiques. Ils ont toutefois un fils, Adolphe, né en 1778.
Après avoir commandé brièvement la 17e division de l'armée de Paris, il est nommé gouverneur de la ville de Sens en 1789, puis devient le premier maire constitutionnel de la ville en 1791. Maréchal de camp le 1er mars 1791, il est ministre des Affaires étrangères du 17 juin au 23 juillet 1792 dans le Gouvernement Louis XVI. Il donne sa démission après avoir été accusé d'avoir dissimulé l'état d'avancement réel des armées prussiennes à l'Assemblée nationale.
Après le 10 août 1792, il quitte Paris pour Sens, puis finit par émigrer à Londres où il exerce le métier d'orfèvre, est poursuivi pour dettes de jeu et condamné à la prison. Revenu en France en 1814, il meurt en 1830 à Paris.

## Fiction
Scipion de Chambonas apparaît dans le cinquième tome des aventures de Nicolas Le Floch de Jean-François Parot, Le Crime de l'hôtel Saint-Florentin.
Dans l'épisode homonyme de l'adaptation télévisée de ces romans, le scénario mélange les générations des personnages historiques. Le scénario prévoit qu'Aglaé de Cusacque, éconduite par le comte de Saint-Florentin, s'allie à Chambonas pour se venger. Quand le héros enquêteur révèle au comte de Saint-Florentin l'identité du conspirateur Chambonas, il le désigne comme étant « en quelque sorte votre gendre », ce qui correspond bien à la réalité historique, mais en rien au scénario retenu dans le reste de l'épisode.